# Fort Wayne, Indiana
Fort Wayne là một thành phố thuộc tiểu bang Indiana, Hoa Kỳ và là quận lỵ Quận Allen. Tính đến năm 2009, thành phố có dân số ước tính khoảng 255.890, xếp thứ 72 trong thành phố lớn nhất nước Mỹ. Đây là thành phố lớn thứ hai ở Indiana, sau Indianapolis. Đô thị này nằm ở đông bắc Indiana, cách khoảng 18 dặm (29 km) về phía tây biên giới Ohio và 50 dặm (80 km) về phía nam biên giới Michigan.

## Liên kết
- City of Fort Wayne official website
- Fort Wayne/Allen County Convention and Visitors Bureau
- Fort Wayne–Allen County Economic Development Alliance
- Greater Fort Wayne Chamber of Commerce Lưu trữ ngày 24 tháng 2 năm 2011 tại Wayback Machine
- The Downtown Improvement District